# Limbe (Kameroen)
Limbe (ook gespeld als Limbé, vroegere naam: Victoria) is een kuststad in de provincie Sud-Ouest van Kameroen. De stad is door Alfred Saker in 1857 gesticht op de zuidelijke helling van Mount Cameroon, en is sterk gegroeid als badplaats.

## Statistiek
Bevolking: 84.500 (schatting 2001)
Religies: christendom, islam, traditionele religies
Talen: Engels, Frans, Kameroenees pidgin-Engels, Bakweri, verschillende Afrikaanse talen
Industrie: voeding, textiel, chemische industrie, olie
Export: koffie, cacao, katoen, suiker, tabak, rubber, palmolie
Klimaat: tropisch

## Geschiedenis
Limbe is in 1857 onder de naam Victoria gesticht door de Britse zendeling Alfred Saker.

## Taal
De officiële taal van de provincie Sud-Ouest is Engels, maar in Limbe wordt veel Frans gesproken omdat de stad dicht bij de stad Douala ligt, waar dit de officiële taal is. Het grootste deel van de bevolking spreekt Kameroenees pidgin-Engels. De inheemse taal van de regio is Bakweri of Mokpwe.

## Toerisme
Limbe is gelegen aan een baai, met op de achtergrond een bergketen. Vanwege de zwarte stranden is Limbe populair bij Westerse toeristen. Andere attracties zijn de Limbe Wildlife Centre en de Limbe Botanical Gardens.

## Handel
Limbe is de centrum van de Kameroenese olie-industrie. Het is een van de vier handelshavens van Kameroen.

## Stedenbanden
- Saint-Brieuc (Frankrijk)
- Saint John's (Antigua en Barbuda)
- Seattle (Verenigde Staten)

## Geboren
- Kallé Soné (5 december 1982), voetballer